# Bakary Gassama
Bakary Papa Gassama (Banjul, 10 februari 1979) is een Gambiaans voetbalscheidsrechter. Hij is sinds 2007 aangesloten bij wereldvoetbalbond FIFA. Ook leidt hij wedstrijden in de Gambiaanse nationale competitie en is hij een scheidsrechter bij de Afrikaanse voetbalbond.
Gassama leidde reeds wedstrijden in de CAF Confederation Cup en de CAF Champions League (waaronder de return van de finale in 2013). Hij werd in 2013 aangesteld voor de Supercup tussen het Egyptische Al-Ahly en het Congolese AC Léopards (2–1). In hetzelfde jaar leidde hij een wedstrijd in het Wereldkampioenschap voor clubs en was hij, net als in het voorgaande seizoen, actief in de Afrika Cup. Gassama maakte zijn debuut in het interlandvoetbal op 10 oktober 2010 in een kwalificatiewedstrijd voor de Afrika Cup 2012 tussen Libië en Zambia (1–0, vijf gele kaarten).
In maart 2013 noemde de FIFA Bakary Gassama als een van de vijftig potentiële scheidsrechters voor het wereldkampioenschap voetbal. Op 15 januari 2014 maakte de wereldvoetbalbond bekend dat hij een van de 25 scheidsrechters op het toernooi zou zijn. Daarbij zou hij geassisteerd worden door Evarist Menkouandé en Felicien Kabanda. Het groepsduel tussen Nederland en Chili (2–0) zou uiteindelijk zijn enige aanstelling worden. In januari 2015 werd Gassama aangewezen als scheidsrechter voor de finale van het Afrika Cup 2015 tussen Ivoorkust en Ghana.
Hij werd ook geselecteerd als scheidsrechter voor het Wereldkampioenschap voetbal 2018 in Rusland.

## Interlands
| Datum             | Wedstrijd                                      | Uitslag | Competitie                      | Kreeg geel | Kreeg voor de tweede keer geel en dus rood | Weggestuurd |
| ----------------- | ---------------------------------------------- | ------- | ------------------------------- | ---------- | ------------------------------------------ | ----------- |
| 10 oktober 2010   | Libië – Zambia                                 | 1 – 0   | Kwalificatie Afrika Cup 2012    | 5          | 0                                          | 0           |
| 11 februari 2011  | Rwanda – Tunesië                               | 1 – 3   | African Championship of Nations | 8          | 0                                          | 1           |
| 26 maart 2011     | Mali – Zimbabwe                                | 1 – 0   | Kwalificatie Afrika Cup 2012    | 0          | 0                                          | 0           |
| 10 augustus 2011  | Senegal – Marokko                              | 0 – 2   | Vriendschappelijk               | 1          | 0                                          | 0           |
| 9 oktober 2011    | Marokko – Tanzania                             | 3 – 1   | Kwalificatie Afrika Cup 2012    | 4          | 0                                          | 0           |
| 27 januari 2012   | Gabon – Marokko                                | 3 – 2   | Afrika Cup                      | 4          | 0                                          | 0           |
| 4 februari 2012   | Zambia – Soedan                                | 3 – 0   | Afrika Cup                      | 4          | 1                                          | 0           |
| 2 juni 2012       | Algerije – Rwanda                              | 4 – 0   | Kwalificatie WK 2014            | 1          | 0                                          | 0           |
| 29 februari 2012  | Guinee-Bissau – Kameroen                       | 0 – 1   | Kwalificatie Afrika Cup 2013    | 0          | 0                                          | 0           |
| 17 juni 2012      | Benin – Ethiopië                               | 1 – 1   | Kwalificatie Afrika Cup 2013    | 2          | 0                                          | 0           |
| 8 september 2012  | Centraal-Afrikaanse Republiek – Burkina Faso   | 1 – 0   | Kwalificatie Afrika Cup 2013    | 2          | 0                                          | 0           |
| 14 oktober 2012   | Niger – Guinee                                 | 2 – 0   | Kwalificatie Afrika Cup 2013    | 0          | 0                                          | 0           |
| 14 november 2012  | Marokko – Togo                                 | 0 – 1   | Vriendschappelijk               | 0          | 0                                          | 0           |
| 22 januari 2013   | Tunesië – Algerije                             | 1 – 0   | Afrika Cup                      | 4          | 0                                          | 0           |
| 27 januari 2013   | Zuid-Afrika – Marokko                          | 2 – 2   | Afrika Cup                      | 5          | 0                                          | 0           |
| 6 februari 2013   | Mali – Nigeria                                 | 1 – 4   | Afrika Cup                      | 4          | 0                                          | 0           |
| 23 maart 2013     | Congo-Brazzaville – Gabon                      | 1 – 0   | Kwalificatie WK 2014            | 6          | 0                                          | 0           |
| 9 juni 2013       | Zimbabwe – Egypte                              | 2 – 4   | Kwalificatie WK 2014            | 1          | 0                                          | 0           |
| 7 september 2013  | Tunesië – Kaapverdië                           | 3 – 0   | Kwalificatie WK 2014            | 2          | 0                                          | 0           |
| 16 november 2013  | Nigeria – Ethiopië                             | 2 – 0   | Kwalificatie WK 2014            | 7          | 0                                          | 0           |
| 23 juni 2014      | Nederland – Chili                              | 2 – 0   | WK 2014                         | 2          | 0                                          | 0           |
| 10 september 2014 | Egypte – Tunesië                               | 0 – 1   | Kwalificatie Afrika Cup 2015    | 3          | 0                                          | 0           |
| 15 oktober 2014   | Ivoorkust – Congo-Kinshasa                     | 3 – 4   | Kwalificatie Afrika Cup 2015    | 0          | 0                                          | 1           |
| 19 november 2014  | Ghana – Togo                                   | 3 – 1   | Kwalificatie Afrika Cup 2015    | 0          | 0                                          | 0           |
| 17 januari 2015   | Equatoriaal-Guinea – Congo-Brazzaville         | 1 – 1   | Afrika Cup                      | 4          | 0                                          | 0           |
| 26 januari 2015   | Congo-Kinshasa – Tunesië                       | 1 – 1   | Afrika Cup                      | 1          | 0                                          | 0           |
| 1 februari 2015   | Ivoorkust – Algerije                           | 3 – 1   | Afrika Cup                      | 2          | 0                                          | 0           |
| 8 februari 2015   | Ivoorkust – Ghana                              | 0 – 0   | Afrika Cup                      | 4          | 0                                          | 0           |
| 31 maart 2015     | Mauritanië – Niger                             | 2 – 0   | Vriendschappelijk               | 3          | 0                                          | 1           |
| 15 november 2015  | Zambia – Soedan                                | 2 – 0   | Kwalificatie WK 2018            | 3          | 0                                          | 0           |
| 29 maart 2016     | Togo – Tunesië                                 | 0 – 0   | Kwalificatie Afrika Cup 2017    | 1          | 0                                          | 0           |
| 12 juni 2016      | Benin – Equatoriaal-Guinea                     | 2 – 1   | Kwalificatie Afrika Cup 2017    | 1          | 1                                          | 0           |
| 4 september 2016  | Congo-Kinshasa – Centraal-Afrikaanse Republiek | 4 – 1   | Kwalificatie Afrika Cup 2017    | 1          | 0                                          | 0           |
| 12 november 2016  | Nigeria – Algerije                             | 3 – 1   | Kwalificatie WK 2018            | 3          | 0                                          | 0           |
| 18 januari 2017   | Gabon – Burkina Faso                           | 1 – 1   | Afrika Cup                      | 1          | 0                                          | 0           |
| 25 januari 2017   | Egypte – Ghana                                 | 1 – 0   | Afrika Cup                      | 4          | 0                                          | 0           |
| 2 februari 2017   | Kameroen – Ghana                               | 2 – 0   | Afrika Cup                      | 1          | 0                                          | 0           |
| 21 juni 2017      | Mexico – Nieuw-Zeeland                         | 2 – 1   | FIFA Confederations Cup 2017    | 3          | 0                                          | 0           |
| 4 september 2017  | Kameroen – Niger                               | 1 – 1   | Kwalificatie WK 2018            | 4          | 0                                          | 0           |
| 8 oktober 2017    | Egypte – Congo-Kinshasa                        | 2 – 1   | Kwalificatie WK 2018            | 3          | 0                                          | 0           |
| 11 november 2017  | Ivoorkust - Marokko                            | 0 – 2   | Kwalificatie WK 2018            | 3          | 0                                          | 0           |
| 4 februari 2018   | Marokko – Nigeria                              | 4 – 0   | Vriendschappelijk               | 3          | 1                                          | 0           |
| 16 juni 2018      | Peru – Denemarken                              | 0 – 1   | Groepsfase WK 2018              | 3          | 0                                          | 0           |

Bijgewerkt op 17 juni 2018.